# Diplonychus
Diplonychus é um género de insectos pertencentes à família Belostomatidae.
As espécies deste género podem ser encontradas no sul da África, sudeste da Ásia e Austrália.
Espécies:
- Diplonychus annulatus (Fabricius, 1781)
- Diplonychus eques (Dufour, 1863)
- Diplonychus esakii Miyamoto & Lee, 1966
- Diplonychus heeri Polhemus, 1995
- Diplonychus rusticus (Fabricius, 1871)
- Diplonychus stali (Mayr, 1871)
- Sphaerodema microcephalum Zhang et al., 1994